# 谷阳镇 (丹徒区)
谷阳镇，是中华人民共和国江苏省鎮江市丹徒区下辖的一个镇。

## 行政区划
谷阳镇下辖以下地区：
谷阳村、湖滨村、黄序村、东湖村、千里村、湖马村、庄泉村、华村、金河村、莱村和槐荫村。